# Rio Beni

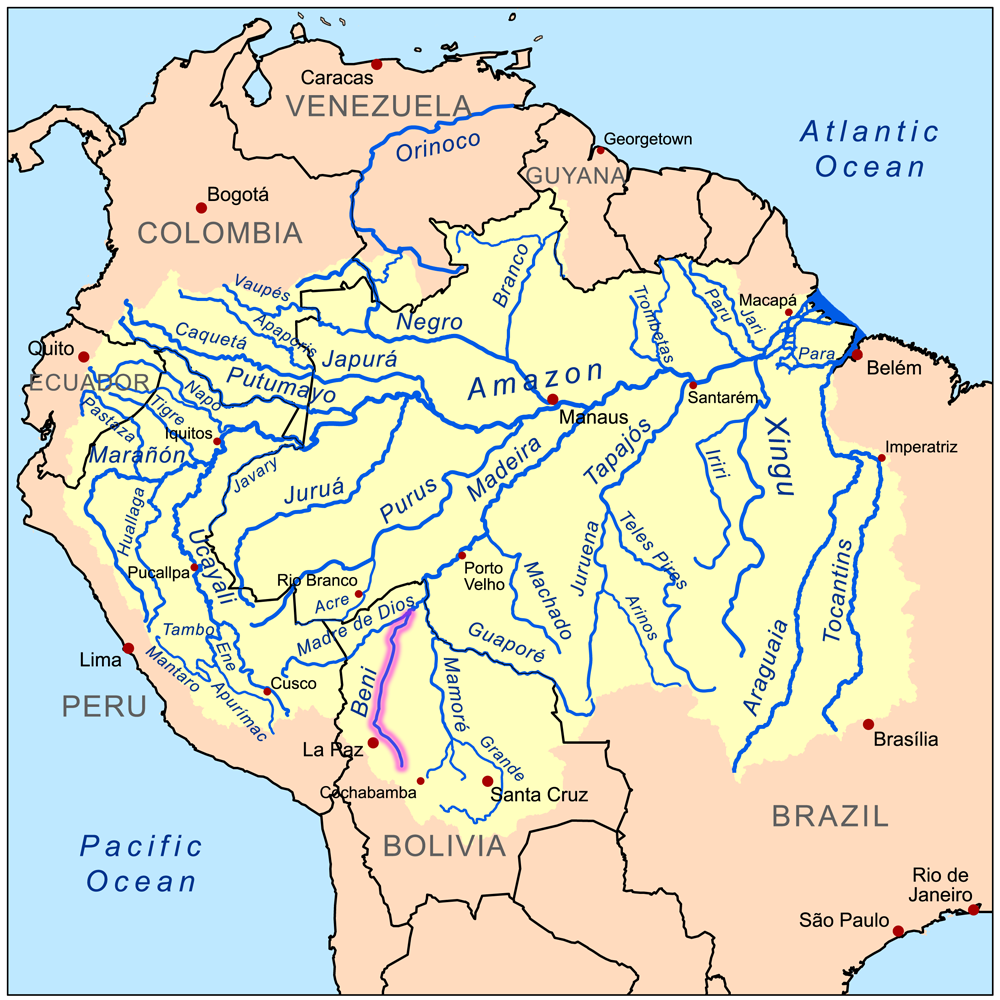
Mapa da Bacia Amazônica com o rio Beni em destaque

O rio Beni é um rio sul-americano que banha a Bolívia. Nasce na cordilheira dos Andes e desagua no rio Madeira, na fronteira com o Brasil. Tem quase 1600 km de comprimento, o que o torna um dos maiores da América do Sul, e o mais longo dos afluentes do rio Madeira.